# Lerchsche Zeta-Funktion
Die Lerchsche Zeta-Funktion (nach Mathias Lerch) ist eine sehr allgemeine Zeta-Funktion. Sehr viele Reihen reziproker Potenzen (einschließlich der hurwitzschen Zeta-Funktion und des Polylogarithmus) können als Spezialfall dieser Funktion dargestellt werden. 

## Definition
Die komplexe Lerchsche Zetafunktion hat diese Definition:
{\displaystyle L(\lambda ,s,\alpha )=\sum _{n=0}^{\infty }{\frac {\exp(2\,\pi \,i\,\lambda \,n)}{(n+\alpha )^{s}}}}
Und die sogenannte Lerchsche Transzendente ist so definiert:
{\displaystyle \Phi (z,s,\alpha )=\sum _{n=0}^{\infty }{\frac {z^{n}}{(n+\alpha )^{s}}}}
Beide Funktionen werden als Lerchsche Zeta-Funktionen bezeichnet.  
Die Verwandtschaft der beiden ist durch folgende Formel gegeben: 
{\displaystyle \,\Phi (\exp(2\,\pi \,\,i\,\lambda ),s,\alpha )=L(\lambda ,s,\alpha )}

## Spezialfälle und spezielle Werte
- Die Hurwitzsche Zeta-Funktion:

{\displaystyle \,\zeta (s,n)=L(0,s,n)=\Phi (1,s,n)}
- Der Polylogarithmus:

{\displaystyle \,{\textrm {Li}}_{s}(z)=z\,\Phi (z,s,1)}
- Die Legendresche Chi-Funktion:

{\displaystyle \,\chi _{n}(z)=2^{-n}\,z\,\Phi (z^{2},n,{\tfrac {1}{2}})}
- Die Riemannsche ζ-Funktion:

{\displaystyle \,\zeta (s)=\Phi (1,s,1)}
- Die Dirichletsche η-Funktion:

{\displaystyle \,\eta (s)=\Phi (-1,s,1)}
- Die Dirichletsche Beta-Funktion:

{\displaystyle \beta (s)=2^{-s}\,\Phi (-1,s,{\tfrac {1}{2}})}
Außerdem gelten folgende Spezialfälle (Auswahl):
{\displaystyle \Phi (z,s,1)={\frac {\mathrm {Li} _{s}(z)}{z}}}
{\displaystyle \Phi (z,0,a)={\frac {1}{1-z}}}
{\displaystyle \Phi (0,s,a)=\left(a^{2}\right)^{-{\frac {s}{2}}}}
{\displaystyle \Phi (0,s,a)=a^{-s}\,}
{\displaystyle \Phi (z,1,1)=-{\frac {\log(1-z)}{z}}}
{\displaystyle \Phi (1,s,{\tfrac {1}{2}})=(2^{s}-1)\zeta (s)}
{\displaystyle \Phi (-1,s,1)=(1-2^{1-s})\zeta (s)\,}
{\displaystyle \Phi (0,1,a)={\frac {1}{\sqrt {a^{2}}}}}
Ferner ist
{\displaystyle {\begin{aligned}&\Phi (-1,2,{\tfrac {1}{2}})&=&\;4\,G\\&{\frac {\partial \Phi }{\partial s}}(-1,-1,1)&=&\;\log \left({\frac {A^{3}}{{\sqrt[{3}]{2}}\,{\sqrt[{4}]{\mathrm {e} }}}}\right)\\&{\frac {\partial \Phi }{\partial s}}(-1,-2,1)&=&\;{\frac {7\,\zeta (3)}{4\,\pi ^{2}}}\\&{\frac {\partial \Phi }{\partial s}}(-1,-1,{\tfrac {1}{2}})&=&\;{\frac {G}{\pi }}\end{aligned}}}
mit der catalanschen Konstanten {\displaystyle G}, der Glaisher-Kinkelin-Konstanten {\displaystyle A} und der Apéry-Konstanten {\displaystyle \zeta (3)} der Riemannschen Zeta-Funktion.

## Weitere Formeln

### Integraldarstellungen
Eine mögliche Integraldarstellung lautet
{\displaystyle \Phi (z,s,a)={\frac {1}{\Gamma (s)}}\int \limits _{0}^{\infty }{\frac {t^{s-1}\mathrm {e} ^{-at}}{1-z\,\mathrm {e} ^{-t}}}\,\mathrm {d} t\qquad \quad } für {\displaystyle {\begin{cases}&\mathrm {Re} \;a>0{\text{ und }}\mathrm {Re} \;s>0{\text{ und }}z<1\\{\text{oder }}&\mathrm {Re} \;a>0{\text{ und }}\mathrm {Re} \;s>1{\text{ und }}z=1\end{cases}}}
Das Kurvenintegral
{\displaystyle \Phi (z,s,a)=-{\frac {\Gamma (1-s)}{2\,\pi \,i}}\int \limits _{0}^{\infty }{\frac {(-t)^{s-1}\mathrm {e} ^{-a\,t}}{1-z\,\mathrm {e} ^{-t}}}\,\mathrm {d} t}
mit {\displaystyle \mathrm {Re} \;a>0,\;\mathrm {Re} \;s<0,\;z<1} darf die Punkte {\displaystyle t=\log z+2\,k\,\pi \,i,\;k\in \mathbb {Z} } nicht enthalten.
Ferner ist 
{\displaystyle \Phi (z,s,a)={\frac {1}{2\,a^{s}}}+\int \limits _{0}^{\infty }{\frac {z^{t}}{(a+t)^{s}}}\,\mathrm {d} t+{\frac {2}{a^{s-1}}}\int \limits _{0}^{\infty }{\frac {\sin(s\arctan t-a\,t\log z)}{(1+t^{2})^{s/2}\cdot (\mathrm {e} ^{2\,\pi \,a\,t}-1)}}\,\mathrm {d} t}
für {\displaystyle \mathrm {Re} \;a>0} und {\displaystyle |z|<1}.
Ebenso ist
{\displaystyle \Phi (z,s,a)={\frac {1}{2\,a^{s}}}+{\frac {\log ^{s-1}{\dfrac {1}{z}}}{z^{a}}}\,\Gamma (1-s,a\log {\dfrac {1}{z}})+{\frac {2}{a^{s-1}}}\int \limits _{0}^{\infty }{\frac {\sin(s\arctan t-a\,t\log z)}{(1+t^{2})^{s/2}\cdot (\mathrm {e} ^{2\,\pi \,a\,t}-1)}}\,\mathrm {d} t}
für {\displaystyle \mathrm {Re} \,a>0}.

### Reihendarstellungen
Eine Reihendarstellung für die Lerchsche Zeta-Funktion ist
{\displaystyle \Phi (z,s,q)={\frac {1}{1-z}}\sum _{n=0}^{\infty }\left({\frac {-z}{1-z}}\right)^{n}\sum _{k=0}^{n}(-1)^{k}{n \choose k}(q+k)^{-s}.}
Sie gilt für alle {\displaystyle s} und komplexe {\displaystyle z} mit {\displaystyle \mathrm {Re} \,z<{\tfrac {1}{2}}}; man vergleiche dazu die Reihendarstellung der hurwitzschen Zeta-Funktion.
Falls {\displaystyle s} positiv und ganz ist, gilt
{\displaystyle \Phi (z,n,a)=z^{-a}\left\{\sum _{{k=0} \atop k\neq n-1}^{\infty }\zeta (n-k,a){\frac {\log ^{k}z}{k!}}+\left[\Psi (n)-\Psi (a)-\log(-\log z)\right]{\frac {\log ^{n-1}z}{(n-1)!}}\right\}.}
Eine Taylorreihe der dritten Variablen ist durch 
{\displaystyle \Phi (z,s,a+x)=\sum _{k=0}^{\infty }\Phi (z,s+k,a)(s,k){\frac {(-x)^{k}}{k!}}}
für {\displaystyle |x|<\mathrm {Re} \,a} unter Verwendung des Pochhammer-Symbol {\displaystyle (s,k)} gegeben.
Im Grenzwert {\displaystyle a\rightarrow -n} gilt
{\displaystyle \Phi (z,s,a)=\sum _{k=0}^{n}{\frac {z^{k}}{(a+k)^{s}}}+z^{n}\sum _{m=0}^{\infty }(1-m-s,m)\,\mathrm {Li} _{s+m}(z){\frac {(a+n)^{m}}{m!}}}.
Der Spezialfall {\displaystyle n=0} hat folgende Reihe:
{\displaystyle \Phi (z,s,a)={\frac {1}{a^{s}}}+\sum _{m=0}^{\infty }(1-m-s,m)\,\mathrm {Li} _{s+m}(z){\frac {a^{m}}{m!}}}
für {\displaystyle |a|<1}.
Die asymptotische Entwicklung für {\displaystyle s\rightarrow -\infty } ist gegeben durch
{\displaystyle \Phi (z,s,a)=z^{-a}\,\Gamma (1-s)\sum _{k=-\infty }^{\infty }\left[2\,k\,\pi \,i-\log z\right]^{s-1}\mathrm {e} ^{2\,k\,\pi \,a\,i}}
für {\displaystyle |a|<1,\;\mathrm {Re} \;s<0,\;z\notin (-\infty ,0)} und
{\displaystyle \Phi (-z,s,a)=z^{-a}\,\Gamma (1-s)\sum _{k=-\infty }^{\infty }\left[(2\,k+1)\pi \,i-\log z\right]^{s-1}\mathrm {e} ^{(2\,k+1)\pi \,a\,i}}
wenn {\displaystyle |a|<1,\;\mathrm {Re} \,s<0,\;z\notin (0,\infty )}.
Unter Verwendung der unvollständigen Gammafunktion gilt
{\displaystyle \Phi (z,s,a)={\frac {1}{2\,a^{s}}}+{\frac {1}{z^{a}}}\sum _{k=1}^{\infty }{\frac {\mathrm {e} ^{-2\,\pi \,i\,(k-1)a}\,\Gamma (1-s,a\,(-2\,\pi \,i\,(k-1)-\log z))}{(-2\,\pi \,i\,(k-1)-\log z)^{1-s}}}+{\frac {\mathrm {e} ^{2\,\pi \,i\,k\,a}\,\Gamma (1-s,a\,(2\,\pi \,i\,k-\log z))}{(2\,\pi \,i\,k-\log z)^{1-s}}}}
mit {\displaystyle |a|<1} und {\displaystyle \mathrm {Re} \,s<0}.

### Identitäten und weitere Formeln
{\displaystyle \Phi (z,s,a)=z^{n}\,\Phi (z,s,a+n)+\sum _{k=0}^{n-1}{\frac {z^{k}}{(k+a)^{s}}}}
{\displaystyle \Phi (z,s-1,a)=\left(a+z{\frac {\partial }{\partial z}}\right)\Phi (z,s,a)}
{\displaystyle \Phi (z,s+1,a)=-\,{\frac {1}{s}}\,{\frac {\partial }{\partial a}}\Phi (z,s,a)}
Ferner gilt für die Integraldarstellung mit {\displaystyle \{z\in \mathbb {C} \,\setminus [1,\infty ){\text{ und }}\mathrm {Re} \;s>-2\}} oder 
{\displaystyle \{z=1{\text{ und Re}}\;s>-1\}}
{\displaystyle \int \limits _{0}^{1}\int \limits _{0}^{1}{\frac {x^{u-1}\cdot y^{v-1}}{1-x\,y\,z}}(-\log(x\,y))^{s}\,\mathrm {d} x\,\mathrm {d} y=\Gamma (s+1)\,{\frac {\Phi (z,s+1,v)-\Phi (z,s+1,u)}{u-v}}}
und
{\displaystyle \int \limits _{0}^{1}\int \limits _{0}^{1}{\frac {(x\,y)^{u-1}}{1-x\,y\,z}}(-\log(x\,y))^{s}\,\mathrm {d} x\,\mathrm {d} y=\Gamma (s)\,\Phi (z,s+2,u)}.